# Caroline Stage Olsen
Caroline Stage Olsen (født 10. november 1990 i Bagsværd) er en dansk civiløkonom og politiker, der siden 29. august 2024 har været digitaliseringsminister for Moderaterne i SVM-regeringen.
Caroline Stage Olsen er uddannet cand.merc. fra Copenhagen Business School i 2015. I sit civile liv har hun blandt andet arbejdet som public affairs-chef i British American Tobacco. Efter dannelsen af Moderaterne blev hun politisk chef i partiet og fra juli 2024 til udnævnelsen som minister var hun særlig rådgiver for udenrigsminister Lars Løkke Rasmussen.
Den politiske karriere begyndte ved kommunalvalget 2013, hvor hun blev valgt til Københavns Borgerrepræsentation for Venstre. Her sad hun til 2020 og var partiets politiske ordfører samt sundhedsordfører. I 2017 kom der kritik af, at hun sideløbende privat arbejdede hos British American Tobacco. Forvaltningen konkluderede, at hun var inhabil i visse sager, hvorfor hun ikke deltog i forhandlinger herom.
Caroline Stage Olsen bor med sin partner på Frederiksberg. Hun er mor til en datter og to bonusbørn.